# سیارک ۱۴۰۰۶
سیارک ۱۴۰۰۶ (به انگلیسی: 14006 Sakamotofumio، نامگذاری:1993SA4)۱۴۰۰۶مین سیارک کشف شده‌است که در ۱۸ سپتامبر ۱۹۹۳ کشف شد.